# ウワサの真相/ワグ・ザ・ドッグ
『ウワサの真相/ワグ・ザ・ドッグ』（ウワサのしんそうワグザドッグ、原題：Wag the Dog）は、1997年のアメリカ合衆国のコメディ映画。ラリー・ベインハートによる小説『American Hero』を大まかに翻案した作品である。

## 概要
選挙戦を控えた大統領のセックススキャンダルをもみ消すために暗躍する揉み消し屋を描く。ベルリン国際映画祭審査員特別賞受賞作品。
本作の公開後に発覚したクリントン＝ルインスキー・スキャンダルのアル・シファ製薬工場の爆撃が本作と類似しているとして話題になった。
原題のWag the dogは映画の冒頭のWhy does a dog wag its tail?Because a dog is smarter than its tail.If the tail were smarter,the tail would wag the dog.（なぜ犬は尻尾を振るのか？それは尻尾より犬が賢いから。尻尾のほうが賢けりゃ尻尾が犬を振る）のwag the dogからきている。この映画では大統領のスキャンダルから国民の目をそらすため、架空の戦争をでっち上げようとする。民主主義国家では国民が主人(a dog)で大統領や周辺のスタッフ(the tail)は国民に仕えるのが本来だが、国民より大統領やスタッフのほうが賢いので国民は政府に振り回され、また、大統領自身も裏で暗躍している揉み消し屋の思惑に振り回されているという二重の皮肉がこめられている。

## ストーリー
大統領選挙中、現職大統領がセックス・スキャンダルを起こした。スキャンダルを国民の目からそらすためにスピン・ドクターと呼ばれる揉み消し屋コンラッド・ブリーン（ロバート・デ・ニーロ）を緊急招集する。コンラッドは国民の目をスキャンダルからそらすためにアルバニアとの架空の戦争、B3爆撃作戦を画策する。コンラッドは実際には存在しない架空の戦争、架空の部隊、架空の英雄を国民に信じ込ませるためにハリウッドの敏腕プロデューサー、スタンリー・モッツ（ダスティン・ホフマン）に協力を依頼する。かくして、彼らによるスキャンダル揉み消し工作が始まる。まず、手始めに架空の敵国に選ばれたアルバニアの非道さを全米中に知らしめ、戦争の正当性を捏造していく。スタンリーはハリウッド仕込みの映像合成テクニック、愛国心を盛り上げる歌で“非道なアルバニア”、“非道なアルバニアからアルバニア国民を守ったアメリカ”というイメージを作り上げていく。架空の映像でアメリカ人の愛国心が盛り上がるが、そこには何かが欠けていた。戦争につき物の英雄だ。その英雄を捏造するためにまた、策を練る。

## キャスト
| 役名                       | 俳優                    | 日本語吹替                                 | 日本語吹替 |
| 役名                       | 俳優                    | ソフト版                                   | 機内上映版 |
| -------------------------- | ----------------------- | ------------------------------------------ | ---------- |
| スタンリー・モッツ         | ダスティン・ホフマン    | 小川真司                                   | 納谷六朗   |
| コンラッド・ブリーン       | ロバート・デ・ニーロ    | 麦人                                       | 大塚明夫   |
| ウィニフレッド・エームス   | アン・ヘッチ            | 安達忍                                     |            |
| ウィリアム・シューマン軍曹 | ウディ・ハレルソン      | 荒川太朗                                   |            |
| ファド・キング             | デニス・レアリー        | 内田直哉                                   |            |
| ジョニー・グリーン         | ウィリー・ネルソン      | 宝亀克寿                                   |            |
| リズ・バツキー             | アンドレア・マーティン  | 沢田敏子                                   |            |
| グレース                   | スージー・プラクソン    | 宮寺智子                                   |            |
| トレイシー・ライム         | キルスティン・ダンスト  | 武田佳子                                   |            |
| CIAエージェント            | ウィリアム・H・メイシー | 御友公喜                                   |            |
| 本人役                     | ジェームズ・ベルーシ    | 山野井仁                                   |            |
| 本人役                     | ジェイ・レノ            | 山野井仁                                   |            |
| 大統領                     | マイケル・ベルソン      | 大木民夫                                   |            |
| ジョン・ニール上院議員     | クレイグ・T・ネルソン   | 塚田正昭                                   |            |
| その他                     | N/A                     | 清川元夢 紗ゆり 西宏子 遠藤純一 吉岡久仁子 |            |

## 映画賞

### 受賞

#### ベルリン国際映画祭[3]
- 審査員特別賞

### ノミネート

#### 第70回アカデミー賞[3]
- 主演男優賞：ダスティン・ホフマン
- 脚本賞：ヒラリー・ヘンキン、デヴィッド・マメット

#### ゴールデングローブ賞[3]
- 作品賞
- 主演男優賞：ダスティン・ホフマン

#### 第52回英国アカデミー賞[3]
- 脚色賞：ヒラリー・ヘンキン、デヴィッド・マメット

#### 第3回放送映画批評家協会賞[3]
- 作品賞

## スタッフ
- 製作：ジェーン・ローゼンタール、バリー・レビンソン、ロバート・デニーロ
- 監督：バリー・レビンソン
- 脚本：ヒラリー・ヘンキン、デヴィッド・マメット
- 撮影：ロバート・リチャードソン
- 音楽：マーク・ノップラー

### 日本語版スタッフ

#### ソフト版
- 演出：中野洋志
- 翻訳：原口真由美
- 調整：長井利親
- 制作：ACクリエイト